# الاحتجاجات البيلاروسية 2011
الاحتجاجات البيلاروسية 2011 هي سلسلة سلمية من المظاهرات قادها متظاهرين في روسيا البيضاء حيث طالبوا فيها باستقالة الرئيس البيلاروسي ألكسندر لوكاشينكو الذي شغل منصب رئيس روسيا البيضاء منذ عام 1994.
تُعد بيلاروسيا (أو روسيا البيضاء) دولة استبدادية، ففي أيار/مايو 2011 حُكم على المرشح الرئاسي أندريه سانيكوف بالسجن لمدة خمس سنوات بتهمة المشاركة في انتخابات ديسمبر 2010، كما ادَّعى لوكاشينكو أنه فاز في تلك الانتخابات مع ما يقرب من 80% من الأصوات.

## الخلفية
يُعرف لوكاشينكو باسم «آخر دكتاتور في أوروبا».
في 29 حزيران/يونيو 2011 تجمع مئات الأشخاص في مينسك عاصمة روسيا البيضاء احتجاجا على حكم ألكسندر لوكاشينكو. وقد قاد التظاهرة مواطنين تضرروا من الأزمة الاقتصادية الحادة التي حلت بروسيا البيضاء إبان حكم ألكسندر. وعلى عكس المظاهرات السابقة؛ كانت هذه التظاهرة سلمية بالكامل حيث غلب عليها طابع التصفيق ورفع اللافتات ولكنها سرعان ما تحولت إلى أعمال عنف من خلال تكسير سيارات الشرطة والحافلات وقد قامت باعتقال ما يزيد عن 40 شخصا.

## الاحتجاجات وردود الفعل
يوافق 3 يوليو/تموز يوم الاستقلال في روسيا البيضاء. شارك في المظاهرة حوالي 3000 شخص قاموا بالتصفيق في الساحة الرئيسية في مينسك، وقد تميزت هذه المظاهرة بالتصفيق بدلا من رفع الشعارات. جاءت الشرطة في وقت لاحق لعين المكان واعتقلت العديد من المتظاهرين بما في ذلك إلقاء القبض على رجل مسلح واحد؛ وتميزت الاحتجاجات أيضا بمشاركة كثيفة للصم والبكم الذين رددوا شعارات مناهضة للحكومة. هذا وتجدر الإشارة إلى أنه وبالرغم من كل هذا فقد منحت شرطة الولاية عام 2013 لوكاشينكو جائزة إيغ نوبل بسبب الإجراءات. قامت الحكومة أيضا بحجب مواقع الشبكات الاجتماعية مثل تويتر وفيسبوك.
حاولت الشرطة امتصاص حماس المحتجين لكنها فشلت في ذلك بسبب ارتفاع التوتر بين الطرفان خاصة في ظل الوضيعة الاقتصادية التي تمر بها روسيا البيضاء، وكانت حركة المعارضة توقعت أن أن تتصاعد الاحتجاجات عند وصول فصل الخريف وأن الطبقة العاملة من المواطنين هي من ستقود هذه الحملة بسبب شعورها بالإحباط من اقتصاد البلد.
بعد الاحتجاج في 3 تموز/يوليو 2011، تزايدت وثيرة الاحتجاجات واتَّبع النشطاء تكتيكات العصيان المدني بما في ذلك توزيع أشرطة الفيديو تُظهر وحشية الشرطة في التعامل مع المواطنين كما حاولوا المساعدة في تعزيز التعاطف والاتحاد بين المواطنين ضد الحكومة الاستبدادية. في 13 تموز/يوليو ظهر مئات الأشخاص في مينسك وهم يُضيئون الطريق بهواتفهم المحمولة على الساعة 8 صباحا، وردد المتظاهرين عبارة: استيقظ مما تسبب في عودة التوتر من جديد فتم اعتقال العشرات من قبل الشرطة. في 29 تموز/يوليو حظرت الحكومة ومنعت التجمعات واعتبرتها غير قانونية حتى لو كانت سلمية.

## النتيجة
بالرغم من أن محور الاحتجاجات دار حول محاولة دفع الرئيس لوكاشينكو للاستقالة إلا أنه لا يزال في منصبه.